# Elena Bibescu
Elena Bibescu (născută Epureanu; n. 1855, Bârlad, Tutova, Moldova – d. 18 octombrie 1902, Iași, România) a fost o pianistă română.

## Viață timpurie
A fost fiica liderului conservator Manolache Costache Epureanu (1823-1884) și a Măriei Sturdza-Bârlădeanu. A studiat pianul doi ani la Viena, unde a fost distinsă de Conservatorul Imperial cu o medalie și o diplomă de onoare. Urmează apoi cursuri timp de un an cu Anton Rubinstein (1829-1894), pianist de faimă mondială și director al Concertelor Imperiale Ruse și al Societății Muzicale din Petersburg, și cu Marc de la Nux, la Paris.

## Activitate
A debutat la 14 februarie 1873, într-un concert pentru săraci, susținut pe scena Teatrului Mare din București. În acea seară, prințul Alexandru Bibescu, fiul fostului domnitor Gheorghe Bibescu, i-a cerut mâna și a obținut-o. Astfel a devenit ruda prin alianță a influentelor familii nobile Brâncoveanu, Filipescu, Cantacuzino, Caraman-Chimay, de Noailles ș.a. 
Prin căsătoria Elenei Kostaki Epureanu cu prințul Alexandru Bibescu, se întâlneau pentru prima oară la această înălțime două neamuri opuse nu numai prin locul de obârșie, Moldova Kostăkeștilor și Oltenia Bibeștilor, ci și prin poziția față de Alexandru Ioan Cuza: „Manolache Kostaki Epureanu era pro-Cuza, Gheorghe Dimitrie Bibescu anti-Cuza, deși unionist în felul lui...” (C. D. Zeletin). 
Saloanele ei muzicale ținute la București sau Paris erau frecventate de cei mai importanți artiști ai timpului, dar și de aristocrația europeană. Între oaspeții ei s-au numărat Franz Liszt, Richard Wagner, Ignacy Jan Paderewski, Anatole France, Ambroise Thomas, Camille Saint-Saëns, Claude Debussy, Édouard Vuillard, Jules Massenet, Vincent d'Indy, Anton Rubinstein, Charles Gounod sau Marcel Proust. Fiii ei, Anton și Emanuel Bibescu, apropiați ai lui Marcel Proust (1871-1922), au avut un rol însemnat în geneza romanului În căutarea timpului pierdut.
A fost o prietenă apropiată a reginei Elisabeta (1843-1916), pe care a influențat-o în multe privințe. La recitalul oferit de ea la Teatrul Național din București, în decembrie 1881, sub patronajul reginei și în prezența perechii regale, Bibescu a interpretat, printre altele, Konzertstuck pentru pian și orchestră de Carl Maria von Weber. S-a implicat energic în impunerea în conștiința publică franceză a lui George Enescu (1881-1955), care a debutat componistic, în 1898, cu Poema Română. Acesta o considera ca a doua sa mamă, închinându-i întreaga operă de până la Oedip. Cu un an înainte, Enescu interpretase Concertul pentru vioară și orchestră (reducție pentru pian) de Felix Mendelssohn Bartholdy și Sonata Kreutzer de Beethoven, în salonul principesei și acompaniat de ea, cunoscând cu acest prilej mulți muzicieni celebri. După un șir de concerte în care a acompaniat, tânărul muzician era consacrat, iar meritul protectoarei sale, recunoscut. în scandalul creat de idila dintre principele moștenitor Ferdinand și Elena Văcărescu, Carol I a privit-o pe Bibescu ca pe o complice în țesătura de intrigi și a obligat-o să părăsească țara.